# Payungsari (Panumbangan)
Payungsari is een bestuurslaag in het regentschap Ciamis van de provincie West-Java, Indonesië. Payungsari telt 4691 inwoners (volkstelling 2010).